# 塞利娜·迪梅尔克
塞利娜·迪梅尔克（法語：Céline Dumerc，1982年7月9日—），法国女子篮球运动员，司职控球后卫。她曾代表法国国家队参加2012年夏季奥林匹克运动会女子篮球比赛，获得一枚银牌。